# Ende
Ende è una città dell'Indonesia, capoluogo della reggenza di Ende, nella provincia del Nusa Tenggara Orientale; è uno dei maggiori centri urbani dell'isola di Flores.
È sede dell'Arcidiocesi di Ende della Chiesa cattolica, che conta circa 430.000 fedeli.